# Československá basketbalová liga 1976/1977
1. basketbalová liga 1976/1977 byla v Československu nejvyšší ligovou basketbalovou soutěží mužů, v ročníku 1. ligy hrálo 12 družstev. Zbrojovka Brno získala 15. titul mistra Československa, Slavia VŠ Praha Autoškoda skončila na 2. místě a Inter Bratislava na 3. místě. O pořadí na druhém a třetím místě rozhodlo skóre ze vzájemných zápasů obou družstev. Z ligy sestoupila dvě družstva. Ze dvou nováčků se zachránil Baník Handlová, sestoupil Slavoj Vyšehrad a také RH Pardubice.
Konečné pořadí:
1. Zbrojovka Brno (mistr Československa 1977) – 2. Slavia VŠ Praha – 3. Inter Bratislava – 4. Baník Ostrava – 5. NHKG Ostrava – 6. Dukla Olomouc – 7. Sparta Praha – 8. Baník Prievidza – 9. Chemosvit Svit - 10. Baník Handlová -- další 2 družstva sestup z 1. ligy: 11. RH Pardubice – 12. Slavoj Vyšehrad

## Systém soutěže
Všech dvanáct družstev odehrálo dvoukolově každý s každým (zápasy doma – venku), každé družstvo odehrálo 22 zápasů. Poté po rozdělení do dvou skupin podle pořadí každé družstvo ve skupině odehrálo dalších 10 zápasů, tedy celkem 32 zápasů.

## Konečná tabulka 1976/1977
| Poř. | Tým              | Z  | V  | P  | Skóre     | Body |
| ---- | ---------------- | -- | -- | -- | --------- | ---- |
| 1.   | Zbrojovka Brno   | 32 | 27 | 5  | 3224:2710 | 59   |
| 2.   | Slavia VŠ Praha  | 32 | 22 | 10 | 2911:2644 | 54   |
| 3.   | Inter Bratislava | 32 | 22 | 10 | 2906:2752 | 54   |
| 4.   | Baník Ostrava    | 32 | 20 | 12 | 2852:2738 | 52   |
| 5.   | NHKG Ostrava     | 32 | 14 | 18 | 2537:2628 | 46   |
| 6.   | Dukla Olomouc    | 32 | 14 | 18 | 2693:2681 | 46   |
|      |                  |    |    |    |           |      |
| 7.   | Sparta Praha     | 32 | 20 | 12 | 2766:2709 | 52   |
| 8.   | Baník Prievidza  | 32 | 15 | 17 | 2706:2736 | 47   |
| 9.   | Chemosvit Svit   | 32 | 14 | 18 | 2542:2603 | 46   |
| 10.  | Baník Handlová   | 32 | 11 | 21 | 2714:2893 | 43   |
| 11.  | RH Pardubice     | 32 | 8  | 24 | 2684:2841 | 40   |
| 12.  | Slavoj Vyšehrad  | 32 | 5  | 27 | 2422:2950 | 37   |

## Sestavy (hráči, trenéři) 1976/1977
- Zbrojovka Brno: Kamil Brabenec, Jan Bobrovský, Jaroslav Beránek, Vojtěch Petr, Josef Nečas, Jiří Jandák, Vlastimil Havlík, Arpáš, Stehlík, Procházka, Černý, Havlíček. Trenér František Konvička.
- Slavia VŠ Praha: Jiří Zídek, Jiří Zedníček, Jiří Konopásek, Gustáv Hraška, Vlastibor Klimeš, Vladimír Ptáček, Bulla, Hájek, Novotný, M. Šťastný, Kolář, Vozárik, Hronek. Trenér Jaroslav Šíp
- Internacionál Slovnaft Bratislava: Stanislav Kropilák, Marian Kotleba, Vladimír Padrta, Justin Sedlák, Peter Rajniak, Hagara, Mašura, Plesník, Halahija, Holúbek, Krivošík, Hlavaj, Bogdálek. Trenér K. Klementis
- Baník Ostrava: Jiří Pospíšil), Jan Blažek, Martin Brázda, Pavel Škuta, Č. Lacina, Janál, Vocetka, Bílý, Jakubec, Cvrkal, Kovalský. Trenér R. Procházka
- NHKG Ostrava: Zdeněk Böhm, Zdeněk Hummel, Suchánek, Buryan, Rubíček, Vršecký, Kocian, M. Kostka, Nevřela, Barták, Mužík, Jelínek. Trenér J. Stéblo
- Dukla Olomouc: Zdeněk Kos, Pavel Pekárek, Pavol Bojanovský, Julius Michalík, Šrámek. Pršala, Dvořák, Dérer, Milan Korec, Lauermann, Svierček, Nebeský, Váňa. Trenér Drahomír Válek
- Sparta Praha: Zdeněk Douša, Josef Klíma, Jaroslav Skála, Jiří Baumruk, Jaroslav Fišer, Milan Voračka, Jan Mrázek, Zdeněk Terzijský, Ladislav Rous, Ludvík Šereda, Lukáš Rob, J. Choutka, M. Celba. Trenér Jiří Baumruk
- Baník Prievidza: Ivan Chrenka, Peter Chrenka, Bačik. Benický, Tóth, Steinhauser, Toporka, Benža, Faith. Doušek. Kristiník, Mališ, Hrúz. Trenér Š. Vass
- Chemosvit Svit: Jozef Straka, Miloš Pažický, Igor Vraniak, Štaud, Majerčák, Ivan, Mička, Sako, Maurovič, Záthurecký, Š. Straka, Majchrák, Koreň, Valo, Uhrín. Trenér V. Brychta
- Baník Handlová: Kocúr, Mikuláš, J. Lacina. Vítek, Chrenko, Zlatňanský, Rybář, Jonáš, Tallo, Chudík, Daubner, Bohunovský, Moravčík. Trenér Dušan Lukášik
- RH Pardubice: Gustáv Hraška, Jaroslav Kantůrek, Sýkora, Formánek, Přibyl, Maršoun, Faltýnek, Zuzánek. Skokan. Helebrant, Vejražka, L. Petr, Barták, Holý, Kůrka. Trenér Jiří Ammer
- Slavoj Vyšehrad: Lubomír Lipold, Vladimír Mandel, Jan Strnad, František Babka, Kocian, Lizálek, Diviš, Roček, Daňsa, Řepka, Špička, Mareš. Trenér B. Tyrna

## Zajímavosti
- Zbrojovka Brno v Poháru evropských mistrů 1976/77 hrál 14 zápasů (3-11, 1122–1203), byl na 6. místě v semifinálové skupině (0-10, 740-869): Maccabi SC Tel-Aviv, Izrael (76-91, 1-2, nehráno), Pallacanestro Varese (77-84, 73-110), Real Madrid (93-120, 103-107), CSKA Moskva (81-99, 93-106) a Racing Maes Pils Mechelen (83-89, 60-61).
- Slavia VŠ Praha v Poháru vítězů pohárů 1976/77 hrála 10 zápasů (4-6, 776-847), byla na 4. místě ve čtvrtfinálové skupině A (2-4, 426-550): Olimpia Miláno (97-83, 63-105), BK Spartak Leningrad (84-79, 58-84), KK Radnički Bělehrad (54-84, 70-115)
- Vítězem ankety Basketbalista roku 1976 byl Kamil Brabenec.
- „All Stars“ československé basketbalové ligy – nejlepší pětka hráčů basketbalové sezóny 1976/77: Zdeněk Kos, Stanislav Kropilák, Jan Bobrovský, Jiří Pospíšil, Kamil Brabenec.